# Liste von Universitätsbibliotheken
Hier findet sich eine nach Staaten geordnete Liste von Universitätsbibliotheken ohne Anspruch auf Vollständigkeit.
Aufnahme finden bestehende Bibliotheken, zu denen ein Artikel existiert.

## Liste

### Australien
| Name                              | Standort | Gründung | Bestand (Tsd. Bände) |
| --------------------------------- | -------- | -------- | -------------------- |
| Bibliothek der Universität Sydney | Sydney   | 1851     | 3090                 |

### Bangladesch
| Name                                 | Standort | Gründung | Bestand (Tsd. Bände) |
| ------------------------------------ | -------- | -------- | -------------------- |
| Bibliothek der Universität von Dhaka | Dhaka    | 1921     | 572                  |

### Belgien
| Name                         | Standort | Gründung | Bestand (Tsd. Bände) |
| ---------------------------- | -------- | -------- | -------------------- |
| Universitätsbibliothek Löwen | Löwen    | 1636     | 1260                 |

### Estland
| Name                                           | Standort | Gründung | Bestand (Tsd. Bände) |
| ---------------------------------------------- | -------- | -------- | -------------------- |
| Akademische Bibliothek der Universität Tallinn | Tallinn  | 1946     | 2608                 |
| Universitätsbibliothek Tartu                   | Tartu    | 1802     | 3045                 |

### Finnland
| Name                            | Standort | Gründung | Bestand (Tsd. Bände) |
| ------------------------------- | -------- | -------- | -------------------- |
| Universitätsbibliothek Helsinki | Helsinki | 1858     | 1100                 |

### Frankreich
| Name                                                  | Standort  | Gründung | Bestand (Tsd. Bände) |
| ----------------------------------------------------- | --------- | -------- | -------------------- |
| Bibliothèque nationale et universitaire de Strasbourg | Straßburg | 1871     | 3000                 |

### Irland
| Name                           | Standort | Gründung | Bestand (Tsd. Bände) |
| ------------------------------ | -------- | -------- | -------------------- |
| Bibliothek des Trinity College | Dublin   | 1592     | 6000                 |

### Island
| Name                                         | Standort  | Gründung | Bestand (Tsd. Bände) |
| -------------------------------------------- | --------- | -------- | -------------------- |
| National- und Universitätsbibliothek Islands | Reykjavík | 1994     | 920                  |

### Italien
| Name                                         | Standort | Gründung | Bestand (Tsd. Bände) |
| -------------------------------------------- | -------- | -------- | -------------------- |
| Bibliothek der Freien Universität Bozen      | Bozen    | 1998     | 306                  |
| Universitätsbibliothek Padua                 | Padua    | 1629     | 700                  |
| Biblioteca Universitaria Alessandrina        | Rom      | 1660     | 1200                 |
| Biblioteca Nazionale Universitaria di Torino | Turin    | 1720     | 760                  |

### Japan
| Name                                | Standort | Gründung | Bestand (Tsd. Bände) |
| ----------------------------------- | -------- | -------- | -------------------- |
| Bibliothek der Universität Kanagawa | Yokohama | 1929     | k. A.                |
| Bibliothek der Universität Tenri    | Tenri    | 1925     | 2000                 |

### Kanada
| Name                                              | Standort | Gründung    | Bestand (Tsd. Bände) |
| ------------------------------------------------- | -------- | ----------- | -------------------- |
| University of Toronto Libraries - Robarts Library | Toronto  | 1827 - 1973 | 9346 - 4800          |

### Kroatien
| Name                                        | Standort | Gründung | Bestand (Tsd. Bände) |
| ------------------------------------------- | -------- | -------- | -------------------- |
| Universitätsbibliothek Pula                 | Pula     | 1861     | 250                  |
| National- und Universitätsbibliothek Zagreb | Zagreb   | 1607     | 2715                 |

### Litauen
| Name                                                                                         | Standort | Gründung | Bestand (Tsd. Bände) |
| -------------------------------------------------------------------------------------------- | -------- | -------- | -------------------- |
| Aleksandras-Stulginskis-Universitätsbibliothek                                               | Kaunas   | 1924     | 4369                 |
| Bibliothek der Litauischen Sportuniversität                                                  | Kaunas   | 1945     | 87                   |
| Bibliothek der Technologischen Universität Kaunas                                            | Kaunas   | 1923     | 1616                 |
| Bibliothek und Informationszentrum der Litauischen Universität für Gesundheitswissenschaften | Kaunas   | 1951     | 716                  |
| Vytautas-Magnus-Universitätsbibliothek                                                       | Kaunas   | 1990     | 224                  |
| Bibliothek der Universität Klaipėda                                                          | Klaipėda | 1991     | k. A.                |
| Universitätsbibliothek Vilnius                                                               | Vilnius  | 1570     | 5383                 |

### Niederlande
| Name                             | Standort  | Gründung | Bestand (Tsd. Bände) |
| -------------------------------- | --------- | -------- | -------------------- |
| Universitätsbibliothek Amsterdam | Amsterdam | 1578     | 2600                 |
| Universitätsbibliothek Groningen | Groningen | 1615     | 2700                 |
| Universitätsbibliothek Leiden    | Leiden    | 1575     | 5200                 |
| Universitätsbibliothek Utrecht   | Utrecht   | 1584     | 4258                 |

### Nordmazedonien
| Name                                                              | Standort | Gründung | Bestand (Tsd. Bände) |
| ----------------------------------------------------------------- | -------- | -------- | -------------------- |
| National- und Universitätsbibliothek „Heiliger Kliment von Ohrid“ | Skopje   | 1944     | 2500                 |

### Norwegen
| Name                        | Standort | Gründung | Bestand (Tsd. Bände) |
| --------------------------- | -------- | -------- | -------------------- |
| Universitätsbibliothek Oslo | Oslo     | 1811     | 2232                 |

### Österreich
| Name | Standort   | Gründung    | Bestand (Tsd. Bände) |
| --- | ---------- | ----------- | -------------------- |
| Universitätsbibliothek der Technischen Universität Graz                                                                    | Graz       | 1875        | 700                  |
| Universitätsbibliothek Graz                                                                                                | Graz       | 1573        | 4000                 |
| Universitätsbibliothek Klagenfurt                                                                                          | Klagenfurt | 1970        | 949                  |
| Bibliothek der Montanuniversität Leoben                                                                                    | Leoben     | 1840        | 240                  |
| Universitätsbibliothek Linz                                                                                                | Linz       | 1965        | 1209                 |
| Universitätsbibliothek Salzburg                                                                                            | Salzburg   | 1619        | 2290                 |
| Universitäts- und Landesbibliothek Tirol                                                                                   | Innsbruck  | 1745        | 3645                 |
| Universitätsbibliothek der Universität Wien - Österreichische Zentralbibliothek für Physik & Fachbereichsbibliothek Chemie | Wien       | 1365 - 1980 | 7650 - 437           |
| Universitätsbibliothek der Wirtschaftsuniversität Wien                                                                     | Wien       | 1898        | 812                  |
| Universitätsbibliothek der Medizinischen Universität Wien                                                                  | Wien       | 1986        | 621                  |
| Universitätsbibliothek der Technischen Universität Wien                                                                    | Wien       | 1815        | 1500                 |
| Universitätsbibliothek der Universität für angewandte Kunst Wien                                                           | Wien       | 1900        | 139                  |

### Polen
| Name                            | Standort | Gründung | Bestand (Tsd. Bände) |
| ------------------------------- | -------- | -------- | -------------------- |
| Universitätsbibliothek Breslau  | Breslau  | 1945     | 3853                 |
| Jagiellonische Bibliothek       | Krakau   | 1364     | 6565                 |
| Universitätsbibliothek Posen    | Posen    | 1919     | 2694                 |
| Universitätsbibliothek Warschau | Warschau | 1817     | 2816                 |

### Rumänien
| Name                                  | Standort    | Gründung | Bestand (Tsd. Bände) |
| ------------------------------------- | ----------- | -------- | -------------------- |
| Universitätsbibliothek „Lucian Blaga“ | Cluj-Napoca | 1872     | 3553                 |

### Schweden
| Name                                               | Standort  | Gründung | Bestand (Tsd. Bände) |
| -------------------------------------------------- | --------- | -------- | -------------------- |
| Universitätsbibliothek Lund                        | Lund      | 1671     | 3200                 |
| Universitätsbibliothek Stockholm                   | Stockholm | 1983     | 26240                |
| Universitätsbibliothek Uppsala - Carolina Rediviva | Uppsala   | 1622     | 5429                 |

### Schweiz
| Name | Standort | Gründung    | Bestand (Tsd. Bände) |
| --- | -------- | ----------- | -------------------- |
| Universitätsbibliothek Basel                                                                            | Basel    | nach 1460   | 5650                 |
| Universitätsbibliothek Bern - Bibliothek Münstergasse                                                   | Bern     | 1528–1535   | 4000 - 150           |
| Kantons- und Universitätsbibliothek Freiburg - Interfakultäre Bibliothek für Geschichte und Theologie   | Freiburg | 1848 - 1977 | 2820 - 103           |
| Kantons- und Universitätsbibliothek Lausanne                                                            | Lausanne | 1537        | 2837                 |
| Zentral- und Hochschulbibliothek Luzern                                                                 | Luzern   | 1951        | 1315                 |
| Universitätsbibliothek Zürich - Bibliothek der Rechtswissenschaftlichen Fakultät der Universität Zürich | Zürich   | 2022 - 2004 | 2667 - 200           |
| ETH-Bibliothek                                                                                          | Zürich   | 1855        | 3019                 |

### Serbien
| Name                               | Standort | Gründung | Bestand (Tsd. Bände) |
| ---------------------------------- | -------- | -------- | -------------------- |
| Bibliothek der Universität Belgrad | Belgrad  | 1921     | 1500                 |

### Slowenien
| Name                                             | Standort  | Gründung | Bestand (Tsd. Bände) |
| ------------------------------------------------ | --------- | -------- | -------------------- |
| Slowenische National- und Universitätsbibliothek | Ljubljana | 1774     | 1307                 |

### Ungarn
| Name                            | Standort | Gründung | Bestand (Tsd. Bände) |
| ------------------------------- | -------- | -------- | -------------------- |
| Universitätsbibliothek Budapest | Budapest | 1561     | 1307                 |

### Vereinigtes Königreich
| Name                                                                                           | Standort   | Gründung                       | Bestand (Tsd. Bände) |
| ---------------------------------------------------------------------------------------------- | ---------- | ------------------------------ | -------------------- |
| Cambridge University Library - Marshall Library - Parker Library - Pendlebury Library of Music | Cambridge  | vor 1416 - 1925 - k. A. - 1880 | 8000 - 75 - 10 - 15  |
| John Rylands University Library - John Rylands Library                                         | Manchester | 1851                           | 3700                 |
| Bodleian Library - All Souls College Library                                                   | Oxford     | 1602 - 1716                    | 7400 - 190           |

### Vereinigte Staaten
| Name                                                                                  | Standort                 | Gründung                  | Bestand (Tsd. Bände)     |
| ------------------------------------------------------------------------------------- | ------------------------ | ------------------------- | ------------------------ |
| Harvard University Library - Houghton Library - Schlesinger Library - Widener Library | Cambridge, Massachusetts | 1638 - 1942 - 1943 - 1915 | 15943 - 600 - 80 - 10000 |
| University of Chicago Library - Joseph Regenstein Library                             | Chicago                  | 1891                      | 8830                     |
| Beinecke Rare Book and Manuscript Library                                             | New Haven, Connecticut   | 1963                      | 575                      |
| Stanford University Libraries                                                         | Stanford, Kalifornien    | 1892                      | 2871                     |

## Quelle
Gründungsdaten und Bestände:
- World Guide to Libraries. Datenbank. De Gruyter, Berlin/Boston 2021, doi:10.1515/wgtl.